# Glyphidrilus
Glyphidrilus es un género de lombrices semiacuáticas perteneciente a la familia Almidae. Habita en ecosistemas de agua dulce, como orillas de ríos, lagos y arrozales desde el este de África hasta el sur y el sureste de Asia.

## Especies
Se reconocen las siguientes:
- Glyphidrilus annandalei
- Glyphidrilus birmanicus
- Glyphidrilus bisegmentus
- Glyphidrilus borealis
- Glyphidrilus buettikoferi
- Glyphidrilus ceylonensis
- Glyphidrilus chaophraya
- Glyphidrilus chiensis
- Glyphidrilus elegans
- Glyphidrilus fluviatilis
- Glyphidrilus gangeticus
- Glyphidrilus gatesi
- Glyphidrilus horsti
- Glyphidrilus huailuangensis
- Glyphidrilus jacobsoni
- Glyphidrilus kotatinggi
- Glyphidrilus kuekenthali
- Glyphidrilus malayanus
- Glyphidrilus mekongensis
- Glyphidrilus papillatus
- Glyphidrilus peninsularis
- Glyphidrilus quadratus
- Glyphidrilus rarus
- Glyphidrilus saffronensis
- Glyphidrilus singaporrensis
- Glyphidrilus spelaeotes
- Glyphidrilus stuhlmanni
- Glyphidrilus trangensis
- Glyphidrilus tuberosus
- Glyphidrilus ugandaensis
- Glyphidrilus vangthongensis
- Glyphidrilus vangviengensis
- Glyphidrilus vesper
- Glyphidrilus wararamensis
- Glyphidrilus weberi
- Glyphidrilus yunnanensis

## Galería

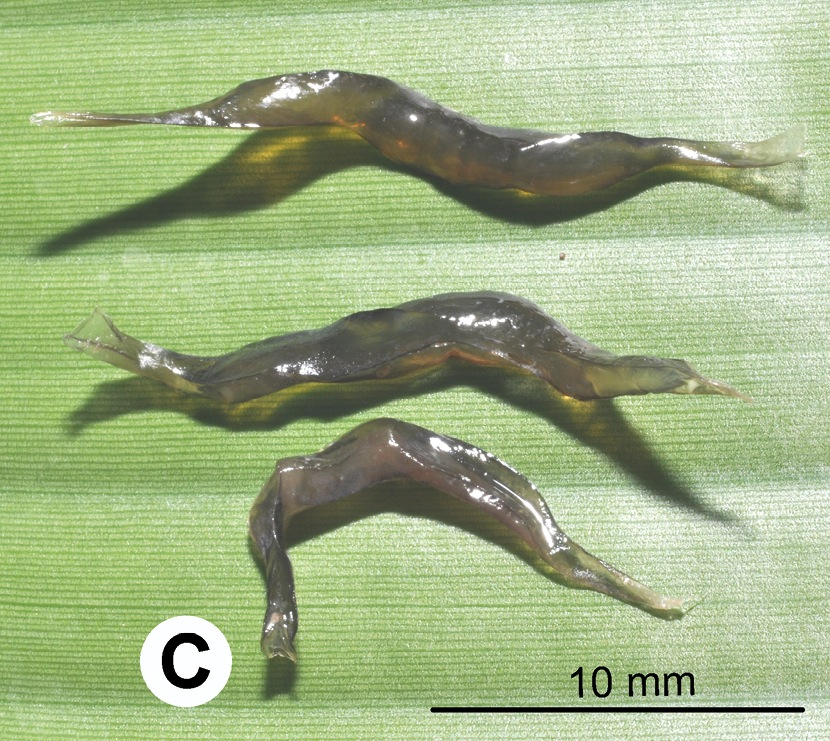
Puesta (cocón) de Glyphidrilus.
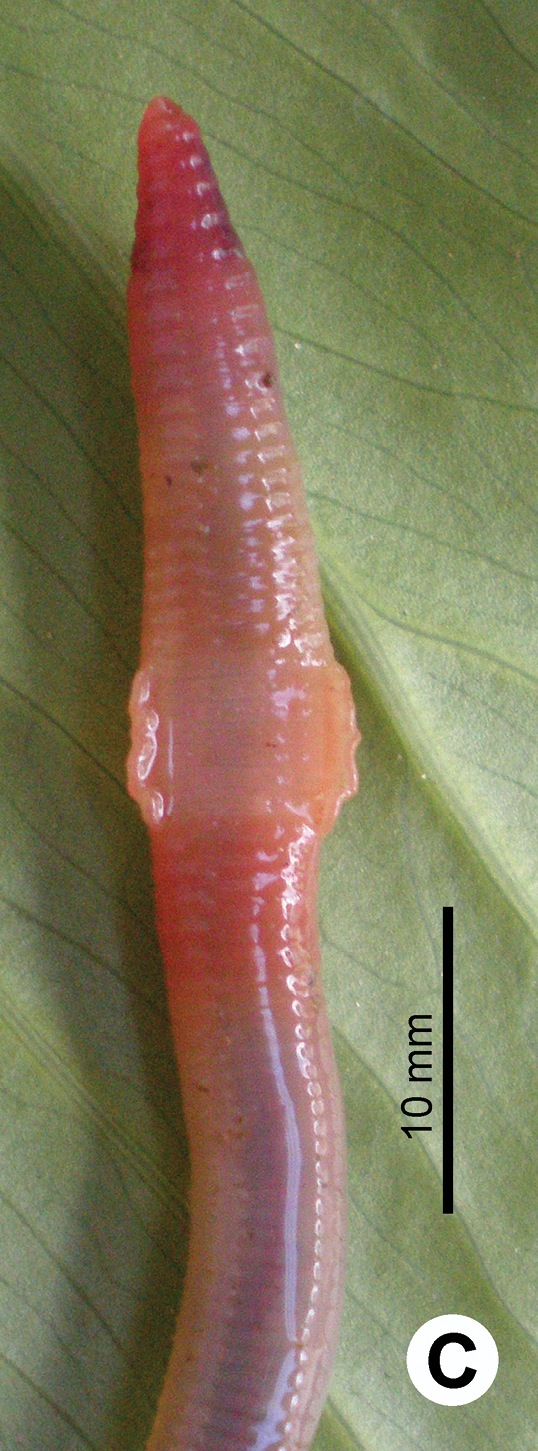
Glyphidrilus borealis.
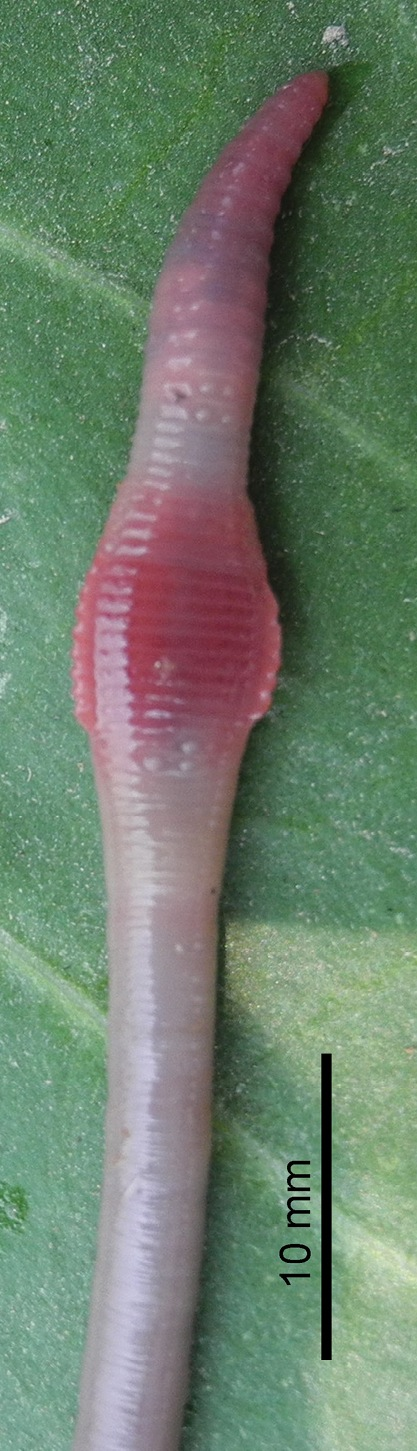
Glyphidrilus chaophraya.
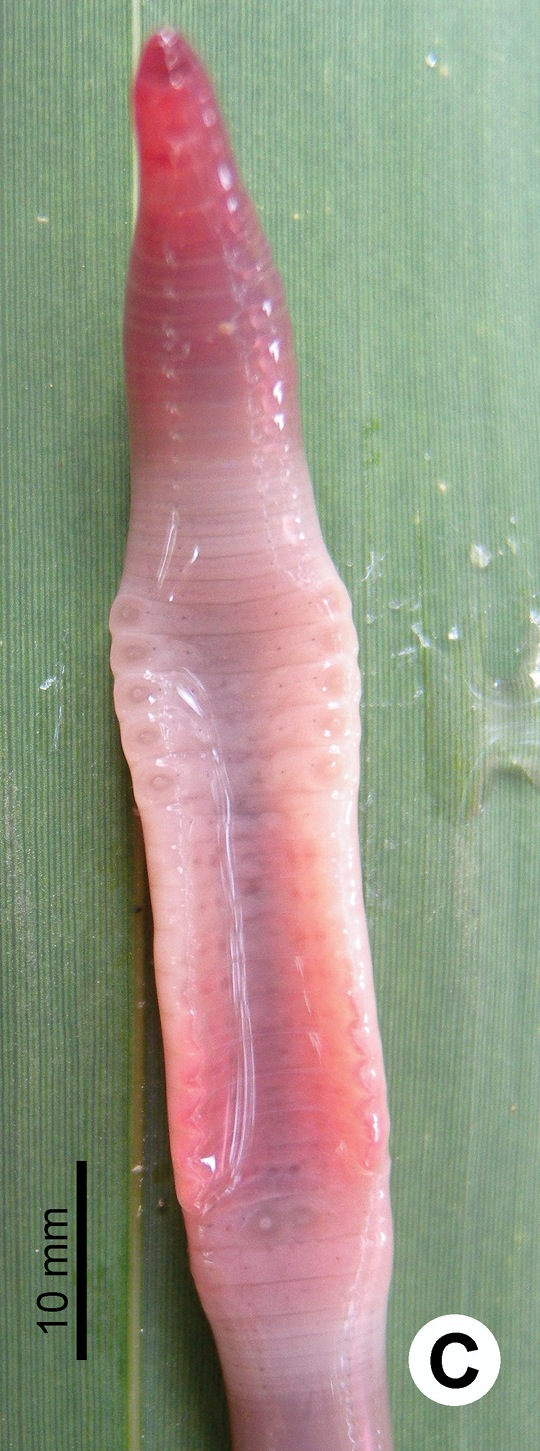
Glyphidrilus chiensis.
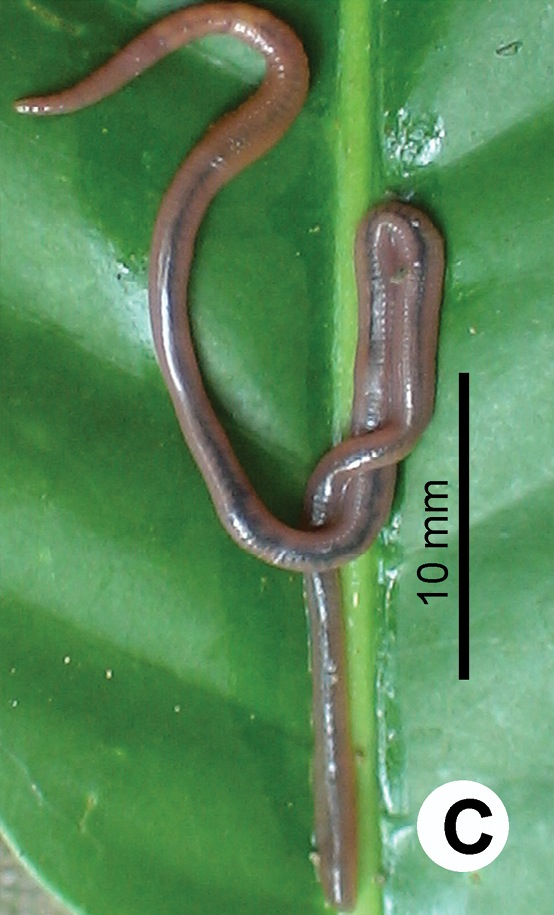
Glyphidrilus huailuangensis.
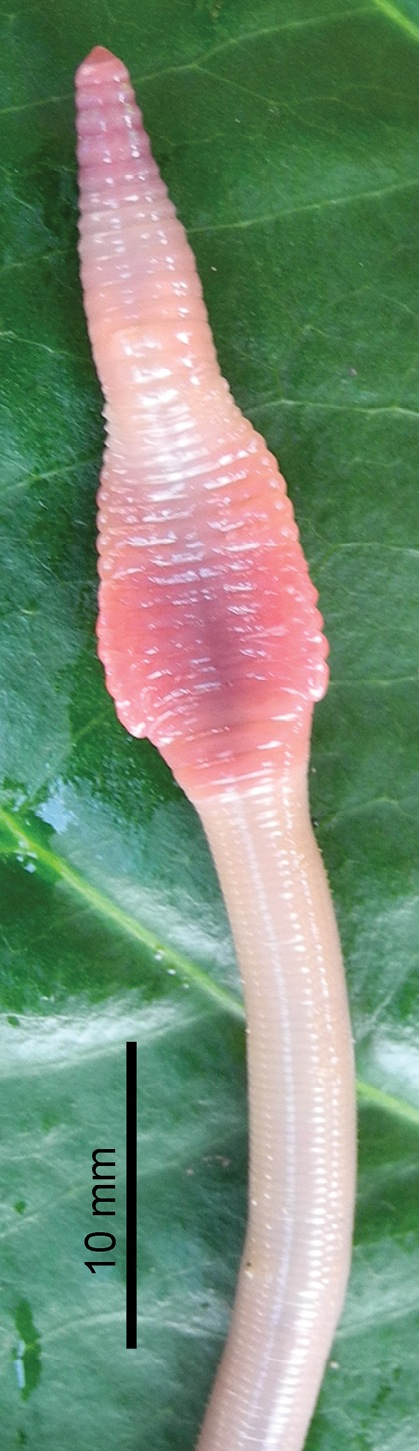
Glyphidrilus quadratus.
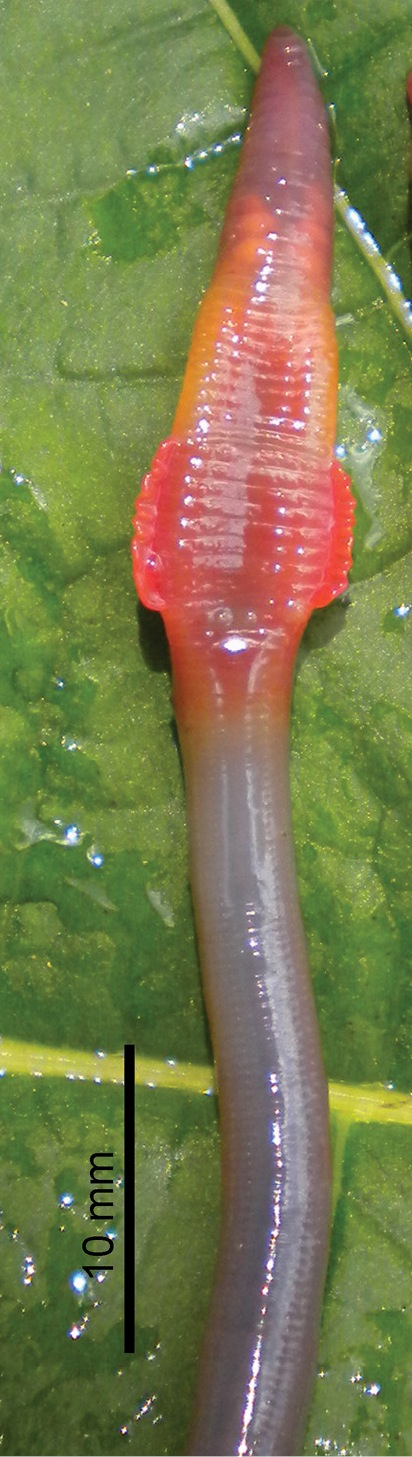
Glyphidrilus vangthongensis.
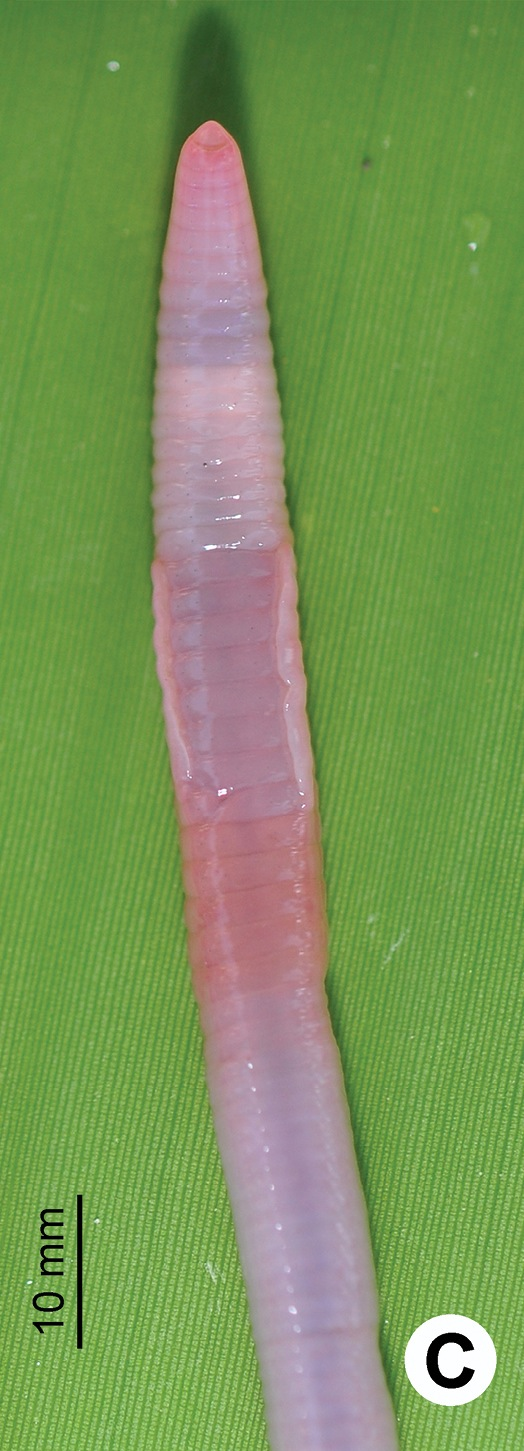
Glyphidrilus vesper.
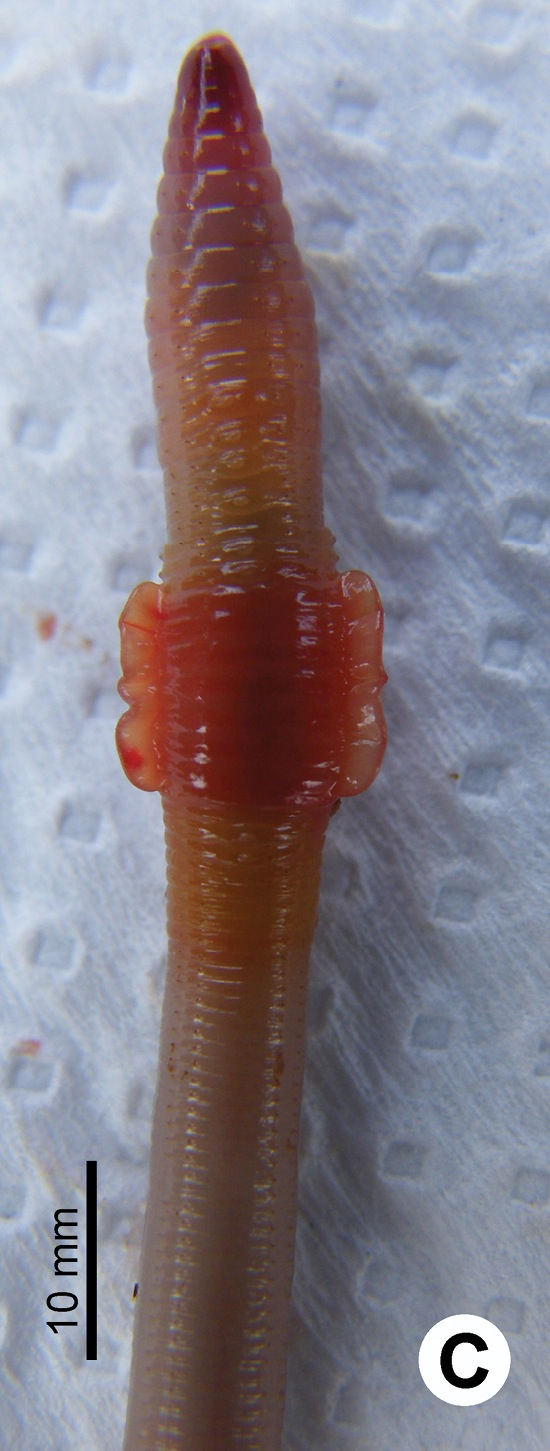
Glyphidrilus wararamensis.
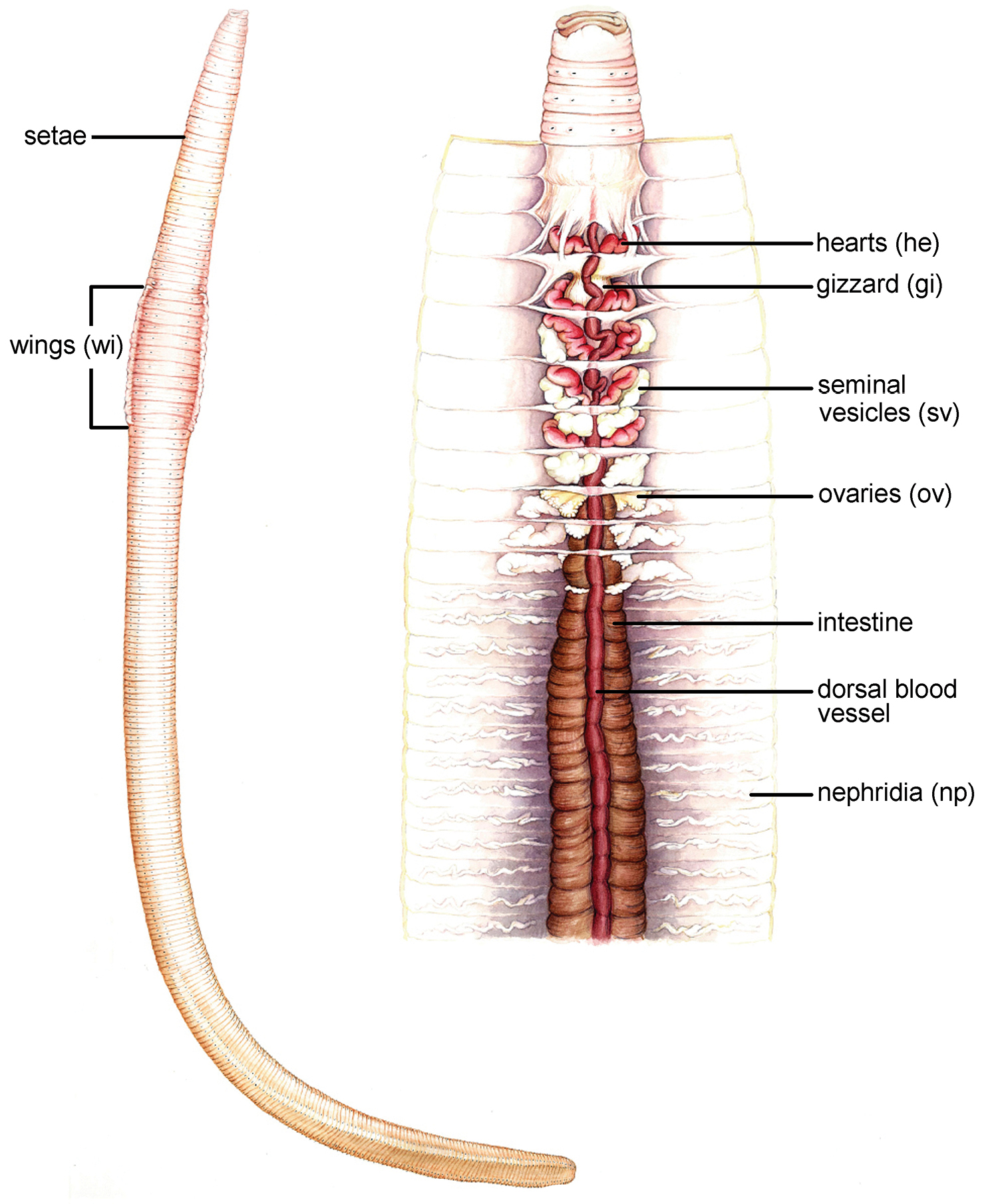
Esquema de morfología y disección.